# Шихов (мыс)
Мыс Шихов (азерб. Şıx burnu) — мыс на востоке Азербайджана, в южной части Апшеронского полуострова. Расположен на берегу Каспийского моря, составляет границу между открытым морем и юго-западной частью Бакинской бухтой.

## География
Мыс сложен из пород неогенового периода. Южная оконечность мыса оканчивается каменистым рифом и отмелью.
Согласно описанию местности, данному Дмитрием Голубятниковым, мыс Шихов представлял собой юго-западную границу Биби-Эйбатской бухты.